# Geraniol
Geraniol là một monoterpenoid và rượu. Đây là phần chính của dầu hoa hồng, dầu palmarosa và dầu citronella (loại Java). Nó cũng xảy ra với số lượng nhỏ trong dầu geranium, chanh, và nhiều loại tinh dầu khác. Nó xuất hiện như một loại dầu rõ ràng đến vàng nhạt không hòa tan trong nước, nhưng hòa tan trong các dung môi hữu cơ phổ biến nhất. Nó có hương thơm hoa hồng và thường được sử dụng trong nước hoa. Nó được sử dụng trong hương vị như đào, mâm xôi, bưởi, táo đỏ, mận, chanh, cam, dưa hấu, dứa và việt quất.